# Брайтбрунн (Нижняя Франкония)
Брайтбрунн (нем. Breitbrunn) — община в Германии, в земле Бавария.
Подчиняется административному округу Нижняя Франкония. Входит в состав района Хасберге. Подчиняется управлению Эбельсбах. Население составляет 1051 человек (на 31 декабря 2010 года). Занимает площадь 12,41 км².
Община подразделяется на 6 сельских округов.

## Население
По оценке на 31 декабря 2015 года население общины Брайтбрунн составляет 1092 чел. 

| Дата      | 1840 | 1871 | 1900 | 1925 | 1939 | 1950 | 1961 | 1970 | 1987 | 2011 |
| --------- | ---- | ---- | ---- | ---- | ---- | ---- | ---- | ---- | ---- | ---- |
| Население | 623  | 692  | 725  | 829  | 806  | 978  | 891  | 950  | 961  | 1048 |

| Год       | 1960 | 1970 | 1980 | 1990 | 2000 | 2009 | 2010 | 2011 | 2012 | 2013 | 2014 | 2015 |
| --------- | ---- | ---- | ---- | ---- | ---- | ---- | ---- | ---- | ---- | ---- | ---- | ---- |
| Население | 859  | 949  | 906  | 986  | 1065 | 1046 | 1051 | 1033 | 1039 | 1042 | 1053 | 1092 |